# Problema de l'any 10000
El problema de l'any 10000, pel numerònim Y10K, és una classe de tots els errors de programari potencials que apareixeran quan sorgirà la necessitat d'expressar anys amb cinc dígits.

## Rellevància pràctica
Les modes històriques i tecnològiques suggereixen que és pràcticament impossible que alguna tecnologia de tractament de dades o programari, activa avui en dia, segueixi estant activa a l'any 10.000. Això fa que en l'àmbit tecnològic no es pensi realment en un llarg termini, ja que no hi ha res que suposi un problema real davant els grans avenços que ha experimentat la nostra societat. Malgrat aquest fet, els anys amb cinc dígits són un problema avui en dia per alguns programes d'anàlisi prospectius, com un programari que examina propostes per al tractament dels a llarg termini dels residus radioactius.

## Resolució del problema
Una proposta que ha sorgit entorn aquest problema a llarg termini és el disseny d'un microprocessador de càlcul, el qual s'encarregaria exclusivament d'operar i gestionar els cinc dígits d'una data. Aquest s'encarregaria de processar les dades dels cinc dígits com una cadena de text i un número final.
Una altra solució seria crear un microprocessador que tingués un objecte date() amb tan sols 3 dígits, per exemple 001; aquests dígits canviarien cada any. D'aquesta manera, els microprocessadors que s'encarreguen de mesurar les dates i enviar-les als programes que els ho demanin, només haurien de donar una cadena de text amb 2 tipus d'objectes: una variable numèrica que comenci per 10, que es sumarà cada vegada que l'objecte date() arribi a 001.
Quan un programa demani fer operacions aritmètiques se li entregarà una variable que contingui el valor respectiu de l'any.